# Chó Terceira Mastiff
Chó Terceira Mastiff là một giống chó bản địa của Bồ Đào Nha, còn được gọi là Rabo Torto (rabo = đuôi, torto = cong / xoắn). Cả Fédération Cynologique Internationale lẫn tổ chức Clube Português de Canicultura cũng đã chính thức công nhận nó. Terceira Mastiff là một tổ tiên đáng chú ý cho các giống chó: Chó Cão Fila de São Miguel và Chó Fila Brasileiro. Loài này hoàn toàn khác với giống Chó Barbado da Terceira.

## Lịch sử
Terceira Mastiff đến từ đảo Terceira, nằm ở vùng Azores. Giống này vốn xuất phát từ những con chó địa phương, Chó Mastiff Anh, Chó Tây Ban Nha Cũ, chó bò, Chó Dogue de Bordeaux và Chó đánh hơi. Theo truyền thuyết, nó từng rất phổ biến trong số những tên cướp biển của khu vực và nhanh chóng trở thành một giống chó chiến đấu nổi tiếng. Vào những năm 1880, bác sĩ thú y - Tiến sĩ Jose Leite Pacheco đã viết tiêu chuẩn giống đầu tiên và dự định đặt biệt danh rabo torto thành tên chính thức của giống thay vì cation de fila da Terceira. Thật không may, giống chó Terceira Mastiff đã nằm trong tình trạng cực kỳ nguy cấp thời gian đó, đó là một trong những lý do tại sao - mặc dù được viết theo tiêu chuẩn Bồ Đào Nha - nó không bao giờ được chấp nhận bởi FCI.
Vào những năm 1960, đã có nỗ lực làm sống lại giống chó này với sự trợ giúp của chính phủ Bồ Đào Nha. Tuy nhiên, có sự bất đồng giữa các quan chức chính phủ và nhà lai tạo, dẫn đến thất bại của dự án. Sau đó, tương lai của Terceira Mastiff chỉ phụ thuộc vào nông dân địa phương và những người yêu thích việc thuần dưỡng các giống chó. Trong những năm 1970, giống chó này đã được tuyên bố tuyệt chủng, mặc dù vẫn còn một số cá thể còn lại tại Azores. Với những cá thể ít ỏi này này, sự tái lập của giống chó cuối cùng đã bắt đầu trở lại.